# Klein Eilstorf
Klein Eilstorf ist ein Stadtteil von Walsrode im Landkreis Heidekreis, Niedersachsen.

## Geografie
Das kleine Dorf liegt südwestlich des Hauptortes in der Lüneburger Heide. Durch den Ort führen die Kreisstraßen 114 und 118.
In Klein Eilstorf gibt es keine Straßenbezeichnungen, sondern nur Hausnummern, nach denen sich Einwohner, Postboten, Lieferanten und Besucher orientieren müssen.

## Politik
Ortsvorsteherin ist Britta Tödter.

## Kultur und Sehenswürdigkeiten
- In der ehemaligen, um 1900 erbauten Dorfschule, befindet sich eine Außenstelle des Heidemuseum Rischmannshof aus Walsrode.
- Das ehemalige Lehrerwohnhaus wurde im Jahre 1852 erbaut.

siehe auch Liste der Baudenkmale in Walsrode (Außenbezirke)#Klein Eilstorf